# Chilobrachys huahini
A Chilobrachys huahini a pókszabásúak (Arachnida) osztályának, a pókok (Araneae) rendjébe, és a madárpókfélék (Theraphosidae) család tartozó faj.

## Elterjedése
Thaiföld területén honos, ahol ez a faj nagy kiterjedésű lakóhálót sző, részben a föld alatt.

## Megjelenése
Teste inkább karcsú mint zömök melyet fiatal korban sárgás, később világosbarna vagy szürke rövid szőr borít. Az ivarérett nőstények elérhetik a 8 cm-es testhosszat, a hímek jóval kisebbek.

## Szaporodása
A nőstény párzás után körülbelül 4 héttel egy pár száz petét tartalmazó kokont rak. A kis pókok 4-8 hét után hagyják el a kokont és viszonylag gyorsan nőnek.

## Viselkedése
Rendkívül agresszív madárpókfaj amely marással védekezik. Mielőtt marna a levegőbe emeli mellső lábait, ha ezután közel megyünk hozzá marni fog. Általában nagyon visszahúzódott életet él. Nagyon ritkán látható lakóhálóján kívül.

## Táplálkozása
Mint minden madárpók, úgy ez a faj is ragadozó főleg rovarokkal táplálkozik, de előfordulhat hogy kisebb gerinceseket is zsákmányul ejt.

## Terráriumi tartás
Ezt a fajt terráriumban könnyű tartani, 25-28 c°-os hőmérsékletet és magas 70%-os páratartalmat igényel. A fajnak mély, kb. 10–15 cm laza talaj kell (pl : kókuszrost, erdőtalaj stb.), mert a faj szeret ásni. Ami még fontos, az egy vizestál. Dekorációs tárgyként bambusz- és egyéb ágakat lehet használni, ezek köré szépen meg tudja építeni a lakóhálóját.